# More of The Monkees
More of The Monkees é o segundo álbum de estúdio da banda estadunidense The Monkees, lançado em 1966.

## Posição nas paradas musicais

### Álbum
| Parada (1967)                         | Melhor posição |
| ------------------------------------- | -------------- |
| Austrália (Kent Music Report)         | 4              |
| Canadá (RPM)                          | 1              |
| Finlândia (Suomen virallinen lista)   | 1              |
| França (SNEP)                         | 25             |
| Alemanha (Offizielle Deutsche Charts) | 16             |
| Noruega (VG-lista)                    | 1              |
| Reino Unido (OCC)                     | 1              |
| Estados Unidos (Billboard 200)        | 1              |

### Singles
| Ano  | Single                           | Parada               | Melhor posição |
| ---- | -------------------------------- | -------------------- | -------------- |
| 1966 | "I'm a Believer"                 | Billboard Hot 100    | 1              |
| 1966 | "(I'm Not Your) Steppin' Stone"  | Billboard Hot 100    | 20             |
| 1968 | "Look Out (Here Comes Tomorrow)" | Mexico Singles Chart | 1              |